# Erik Ringsson
Erik Ringsson fue un caudillo vikingo, semi-legendario rey de Suecia de la dinastía casa de Yngling, hijo del rey Ring, según el trabajo de Adán de Bremen. Algunos historiadores han querido ordenar la genealogía real, imputando a Erik en título de Erik IV (ó V) de Suecia, pero a falta de fuentes acreditadas es temerario y especulativo ya que anterior a Erico XIV y su hermano Carlos IX hay que remontarse a la protohistoria y ninguno de los monarcas contemporáneos de Ringsson acompañaban número a sus títulos.